# Frédéric Georges Auguste de Hesse-Darmstadt
Prince Frédéric Georges Auguste de Hesse-Darmstadt, né le 21 juillet 1759 à Darmstadt et mort le 19 mai 1808 à Groß-Gerau, est un prince du landgraviat de Hesse-Darmstadt, colonel et écrivain .

## Biographie
Frédéric Georges Auguste de Hesse-Damstadt est le fils de Georges-Guillaume de Hesse-Darmstadt (1722-1782) et de la princesse Marie-Louise de Leiningen-Dagsbourg-Falkenbourg (1729-1818). Sa sœur Frédérique de Hesse-Darmstadt est duchesse du Grand-Duché de Mecklembourg-Strelitz par son mariage, et mère de Louise de Mecklenburg-Strelitz, reine de Prusse.
Le prince Frédéric de Hesse-Darmstadt (1759-1802) est son cousin.
Son précepteur, Justus Balthasar Müller (1738-1824), l'a incité à écrire. En 1775, le prince de Hesse se lance dans une carrière militaire. Il a obtenu le grade de lieutenant dans la garde du corps de Hesse à partir de 1767, puis celui de major depuis 1769. En 1776, il devient capitaine et enfin en 1783 il est nommé colonel du 101e régiment d'infanterie royal française de Nassau-Saarbrücken.
Le prince Frédéric Georges Auguste de Hesse-Damstadt était franc-maçon, un cas non isolé dans sa famille.
Son œuvre littéraire comprend Dariolette : une tragédie en 5 actes, imprimée en 1788. Le héros éponyme, le comte Dariolette, est peut-être un portrait idéalisé du prince lui-même. Après cette courte phase de production dramatique, qui a coïncidé avec l'apogée du théâtre amateur à Darmstadt, le prince s'est tourné vers l'écriture d'essais sur l'art de la guerre.
Il meurt d'une pneumonie, à la suite d'une erreur de diagnostic de son médecin.

### Récompenses
- 1787 Chevalier de l'Ordre royal polonais de l'Aigle blanc
- 1802 Chevalier de l'Ordre de Saint-Jean